# Eugenius Willem Guljé
Eugenius Willem Guljé (Breda, 1 maart 1848 - Ixelles (Frankrijk), 21 februari 1924) was een Nederlands jurist en raadsheer in de Hoge Raad der Nederlanden.
Guljé, zoon van het Thorbeckiaanse Kamerlid Norbertus Reinerus Henricus Guljé en diens echtgenote Maria J.A. Mensing, studeerde rechten aan de Universiteit Leiden van 1867 tot 1872, waar hij op 21 maart 1872 cum laude promoveerde op stellingen. Na zijn promotie werd hij advocaat in zijn geboorteplaats Breda; twee jaar later werd hij benoemd bij het kantongerecht Horst. In 1876 werd hij rechter bij de Rechtbank Appingedam en het jaar daarop bij de Rechtbank Almelo, waarna hij in 1885 rechter bij de Rechtbank Maastricht werd. Naast zijn werk als rechter was hij lid van de Staatscommissie tot herziening van het Burgerlijk Wetboek (onder voorzitterschap van raadsheer Julius Jacobus van Meerbeke) van 1880 tot 1886.
Op 13 februari 1892 werd Guljé aanbevolen voor benoeming in de Hoge Raad, ter vervulling van een vacature die was ontstaan door het overlijden van Martinus van den Acker. De Tweede Kamer nam de aanbeveling ongewijzigd over en de benoeming volgde op 11 maart van dat jaar. Hoewel hij er op grond van zijn anciënniteit voor in aanmerking zou zijn gekomen werd Guljé nooit benoemd tot vicepresident of president van de Hoge Raad vanwege zijn slechte gezondheid; hij werd daarbij gepasseerd door raadsheren Telders, Laman Trip en De Savornin Lohman. Op eigen verzoek werd hem per 1 mei 1913 ontslag verleend.
Guljé was op 27 september 1913 te Sint-Joost-ten-Node (België) getrouwd met Maria J.A. Mensing. Hij overleed in 1924 te Ixelles (Frankrijk) op 75-jarige leeftijd.